# Гастралии
Гастралии, или брюшные «рёбра» (лат. Gastralia) — часть кожного скелета, удлинённые костные образования, находящиеся в сухожильных прослойках брюшных мышц у некоторых современных пресмыкающихся (крокодилы, гаттерия, и в рудиментарном виде у некоторых ящериц). Также данные анатомические образования известны у многих групп доисторических вымерших земноводных и пресмыкающихся. Являются кожными образованиями, остатками брюшного панциря лабиринтодонтов. Брюшные рёбра не имеют ничего общего с настоящими (истинными) рёбрами и не связаны с позвоночником.

## У динозавров

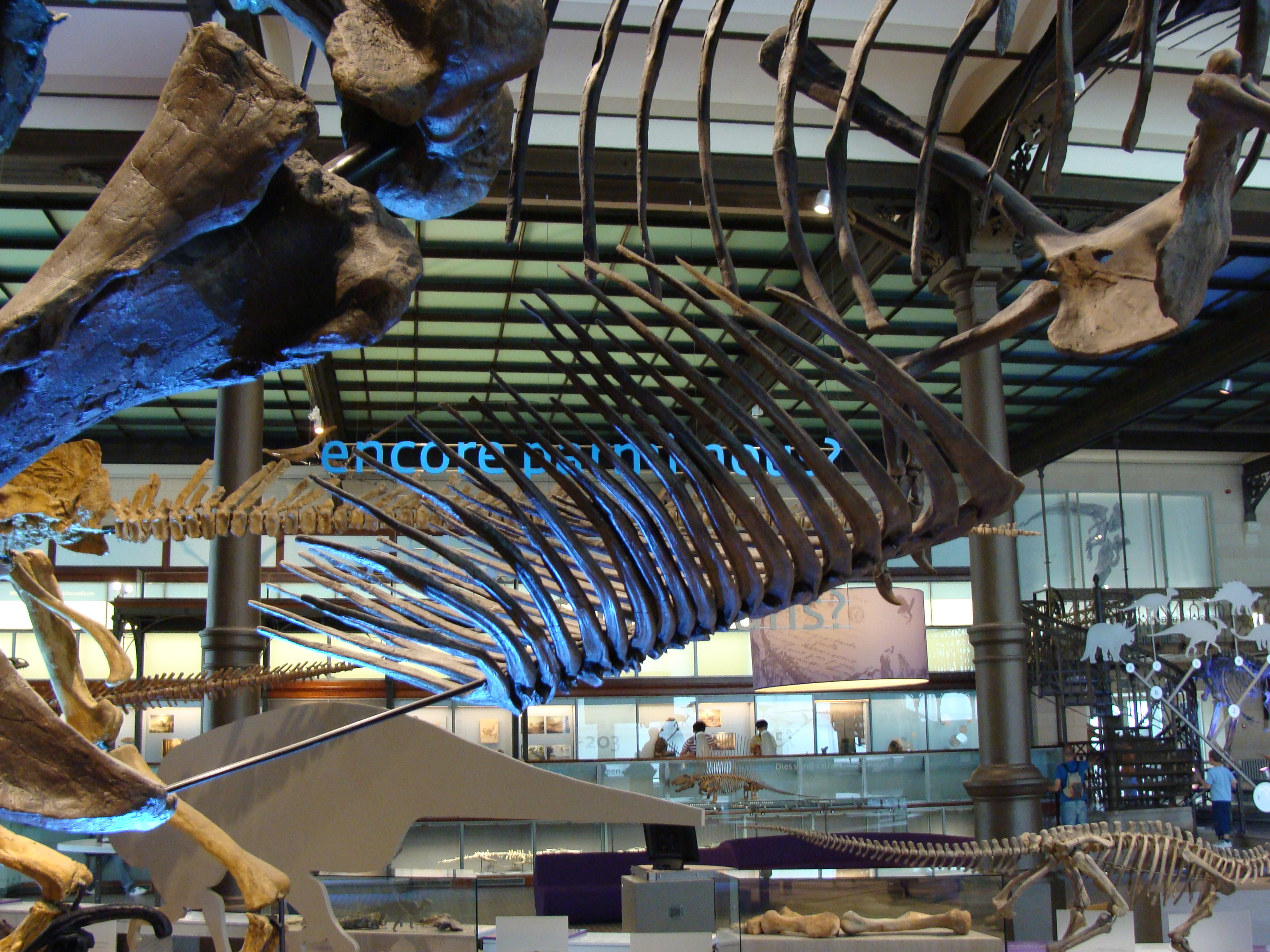
Брюшные рёбра тираннозавра

Развитые гастралии характерны для завроподоморфов и хищных динозавров. Они известны у тираннозаврид, теризинозаврид, дромеозаврид, овирапторид, орнитомимид и др. Общее количество брюшных ребер у них достигало не менее 12—14 пар. Каждое ребро состояло из двух сегментов — латерального и медиального, которые соединялись друг с другом наложением сходивших их противонаправленных концов. Как правило, гастралии утончались по мере продвижения назад. Наиболее утолщённые передние гастралии были сращены попарно. При этом у различных групп количество таких пар было не одинаковое количество, чаще была одна — две пары. Медиальное попарное соединение остальных гастралий было подвижным, левосторонние перекрывали правосторонние. Помимо этого, каждая пара имела соединение с предыдущей пара путём причленения шероховатой головки (медиального конца) левостороннего ребра с расширением головки правостороннего. В результате подобного строения образовывались сплетения рёбер, соединенных не только попарно, но также и с соседними парами. Вероятно, соединения характеризовались определенной подвижностью, допускавшей изгибы брюшной поверхности.
В отличие от исчезнувших гастралий у других групп амниот, у теропод наблюдаются сложные модификации этих элементов. Анатомия их пищеварительной системы указывает на более активную функцию, чем поддержка или защита живота. Гастралии могли повлиять на форму и объём туловища теропод и, возможно, действовать как вспомогательный компонент аспирационного насоса, увеличивая дыхательный объём. Более того, если каудальная область лёгких у некоторых теропод дифференцировалась, чтобы сформировать брюшные воздушные мешки, гастралии могли бы принимать участие в их вентилировании. Гастральная аспирация могла быть связана с возникновением небольшой разницы в давлении между потенциальными краниальными и каудальными дивертикулами лёгких, что, возможно, было важным для эволюции лёгкого с однонаправленным воздушным потоком у птиц.